# Orenhet
Orenhet har i religionernas liv varit en del i människans upplevelse av kontrasten mot det gudomliga, som förknippas med vit färg, eld och vatten. Orenheten framstår dels som kultisk-rituell, som i etniska religioners tabu-föreställningar, dels som moralisk i religionernas vidareutveckling.
I första fallet beror orenhet av olika fysiska funktioner: menstruation, samlag, födelse, sjukdomar, beröring av lik o.s.v. Gamla testamentet, exempelvis Tredje Mosebok, ger många exempel på föreskrifter mot sådan orenhet. Medlen däremot är ofta mycket konkreta; rening genom vatten förekommer i t.ex. Israels religion, islam, hinduism.
Vanligt medel är också syndabocken: Tredje Mosebok 16 skildrar hur man lägger folks missgärningar och överträdelser på bockens huvud, varefter den jagas ut i öknen att omhändertas av Asasel. Även offer är verksamma medel mot orenhet.
Mera svårgripbart blir begreppet när det utvecklas till frågan om personlig synd och skuld. Hjärtats, sinnets renhet kommer då i förgrunden.